# (58672) Remigio
(58672) Remigio (1997 YT8) – planetoida z pasa głównego asteroid okrążająca Słońce w ciągu 4,24 lat w średniej odległości 2,62 j.a. Odkryta 28 grudnia 1997 roku.